# Lettiska legionen

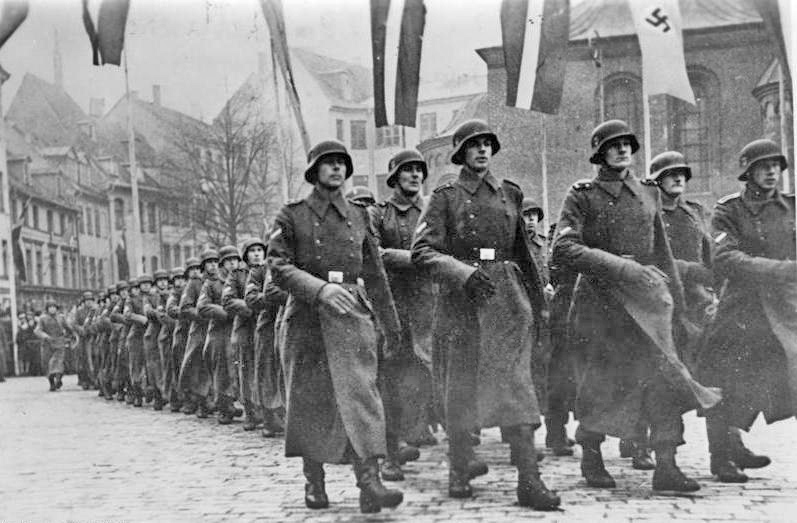
Lettiska legionen marscherar i Riga på årsdagen av Lettlands självständighetsdag den 18 november 1943.

Lettiska legionen (lettiska: Latviešu leģions) var en enhet inom Waffen-SS grundad i januari 1943 som övervägande bestod av etniska letter. Vissa av dessa hade tidigare tjänat i Arājskommandot. Efter andra världskriget kom medlemmar från organisationen att utgöra grunden för veteran- och exilorganisationen Daugavas Vanagi. Legionen högtidlighålls den 16 mars varje år i en kontroversiell, inofficiell högtid vid namn Legionärernas minnesdag.
Legionen bestod av 15. Waffen-Grenadier-Division der SS (lettische Nr. 1) och 19. Waffen-Grenadier-Division der SS (lettische Nr. 2).